# Parafia Ewangelicko-Augsburska w Zduńskiej Woli
Parafia Ewangelicko-Augsburska w Zduńskiej Woli – Ewangelicko-Augsburska parafia w Zduńskiej Woli, należąca do diecezji warszawskiej. Mieści się przy alei Kościuszki. W 2017 liczyła około 45 wiernych.

## Historia
Ewangelicy przybyli w okolice Zduńskiej Woli na przełomie XVIII i XIX w. Byli to głównie mieszkańcy z Saksonii i Czech. Początkowo podlegali oni parafii w Słupcy, ale niedługo po założeniu Zduńskiej Woli, rozpoczęto działania umożliwiające utworzenie nowej samodzielnej parafii. Ziemię pod kościół i cmentarz ofiarował podprefekt powiatu Szadkowskiego Stefan Złotnicki.
28 października 1827 dzięki staraniom Dawida Trauma, Marcina Trelenberga, Augusta France’a, Ernesta Seidela oraz pastora piotrkowskiego Jerzego Wendta doszło do erygowania parafii. Rozpoczęto zbiórkę pieniędzy na organizację parafii, budowę kościoła, szkoły oraz domu parafialnego. Dzięki pozyskanym składkom wzniesiono budynek parafialny przy ówczesnej ul. Maurycego (obecnie ul. Getta Żydowskiego), który mieścił w sobie kaplicę, salę szkolną oraz mieszkanie dla nauczyciela.
Parafia ewangelicka zrzeszała na samym początku swojego istnienia około 400 rodzin ewangelickich. Grono to niedługo potem powiększyło się o współwyznawców z pobliskiego Łasku. W 1831 pierwszym proboszczem parafii został Wilhelm Biedermann, który funkcję tę pełnił tylko do roku 1836, po czym został przeniesiony do miejscowości Dąbie. W latach 1836–1856 proboszczami byli kolejno księża: Herman Otto Hintz, Eduard Künzel oraz Jerzy Wendt. Do końca drugiej wojny światowej parafia należała do superintendentury kaliskiej.
Na skutek wzrastającej liczby wiernych postanowiono rozpocząć budowę nowego kościoła. W tym czasie proboszczem był od 1856 ks. Eduard Boerner, funkcję tę pełnił do 1910. Kamień węgielny pod budowę nowej świątyni położono 13 czerwca 1866. Kościół przy ówczesnej ul. Zamkowej (dzisiejsza al. Kościuszki) powstał w stosunkowo szybkim czasie. 31 marca 1868 miała miejsce uroczysta konsekracja nowo powstałego obiektu. Sąsiadujący z nowym kościołem dom zakupiono oraz przeznaczono na mieszkanie dla księdza. Dzięki działalności ks. Boernera w pobliżu kościoła przy ul. Zamkowej wzniesiono budynek parafialny mieszczący szkołę ewangelicką oraz mieszkania przeznaczone dla personelu parafialnego (obecnie w budynku mieści się Państwowa Szkoła Muzyczna). Żona księdza Boernera Maria (z domu Rauh) zainicjowała kolejną budowę budynku parafialnego. Tym razem jego przeznaczeniem miało być utworzenie domu opieki dla sierot i starców. Budynek powstał w sąsiedztwie cmentarza ewangelickiego.
Pierwsza wojna światowa znacznie przerzedziła grono wyznawców. Zduńska Wola znalazła się pod ostrzałem artyleryjskim, w wyniku czego uszkodzony został kościół oraz szkoła. Całkowitemu zniszczeniu uległ natomiast cmentarz. Ocalałe budynki parafialne w okresie wojny służyły Niemcom jako obiekty wojskowe. Po zakończeniu wojny parafia odzyskała swoje budynki.
W 1927 od Zduńskiej parafii odłączyli się współwyznawcy z Łasku i tam założyli swoją własną parafię. Druga wojna światowa również okazała się zgubna w skutkach dla parafii. Na bramie wejściowej kościoła pojawił się napis w języku niemieckim „Polakom wstęp wzbroniony”. Wskutek działań wojennych budynek kościoła zubożał o trzy dzwony oraz chrzcielnicę. Rozległym uszkodzeniom uległ krzyż ołtarzowy oraz organy.
Po wojnie kościół służył jako więzienie dla jeńców wojennych, a niedługo potem przekazany został parafii rzymskokatolickiej Wniebowzięcia Marii Panny. Wierni ostali w Zduńskiej Woli, aby zachować swoją wspólnotowość, zaczęli się spotykać w kościele w Sieradzu. Wojna przyczyniła się również połączenia parafii w Zduńskiej Woli z parafią w Łasku, przy czym ta druga stała się filiałem parafii. W 1965 r. za sprawą ks. Jana Drzewieckiego zainicjowano remont kościoła oraz plebanii. W 1981 r. parafia otrzymała nowe organy ufundowane przez pochodzącego ze Zduńskiej Woli ks. Zenona Dietricha. W 1983 proboszczem został ks. Mieczysław Cieślar, a rok później ks. Cezary Jordan, który funkcję tę sprawował aż do dnia jego śmierci 20 lutego 2021. Aktualnie administratorem parafii jest ks. bp Jan Cieślar. 

## Pastorzy i proboszczowie
- ks. Wilhelm Biedermann (1831 – 1836) – pierwszy proboszcz Parafii w Zduńskiej Woli
- ks. Herman Otto Hintz (1836 – 1837)
- ks. Eduard Künzel (1837 – 1837)
- ks. Jerzy Wandt (1837 – 1856)
- ks. Edward Boerner (1856 – 1910)
- ks. Gustav Manitius (1910 – 1924)
- ks. dr Jerzy Lehmann (1924 – 1945)
- ks. bp Karol Kotula (1945 – 1951)
- ks. Gustaw Kraina (1951 – 1954)
- ks. Edward Spendel (1955 – 1963)
- ks. Jerzy Drzewiecki (1963 – 1973)
- ks. bp Michał Warczyński (1973 – 1983)
- ks. bp Mieczysław Cieślar (1983 – 1984)
- ks. Cezary Jordan (1984 - 2021)
- ks. bp. Jan Cieślar (2021- ) (administrator)